# 수하 (군사)
수하(誰何)는 군대에서 야간에 경계작전시 피아식별을 위해 초병이 하는 행위를 뜻한다.

## 개요
주간에는 밝은 환경이라는 특성상 육안으로도 피아식별이 가능하지만 야간에는 어두운 탓에 육안으로 피아식별에 제한이 생긴다. 이를 위해 야간 경계작전시에는 상대가 아군인지 적군인지를 판별하기 위해 수하를 실시한다.

## 절차
수하는 신원 미상의 인물이 아닌 초병측에서 시작한다. 순서는 일반적으로
1. 초병: "정지. 정지. 정지"
2. 초병: "손들어."
3. 초병: "움직이면 쏜다."
4. 초병: (문어)
5. 신원 미상의 인물: (답어)
6. 초병: "누구냐?"
7. 신원 미상의 인물: (자신의 신분)
8. 초병: "용무는?"
9. 신원 미상의 인물: (자신의 용무)
10. 초병: "신원 확인을 위해 몇 보 이동"
11. 신원 미상의 인물: (이동)
12. 초병: (신원 확인 완료 선언)

순으로 실시한다. 신원 미상의 인물이 이에 불응하면 초병은 해당 인물을 거동수상자로 간주하고 발포할 수 있다.

## 같이 보기
- 초병